# Флірт (фільм, 1983)
«Флірт» (італ. «Flirt») — італійська кінокомедія режисера Роберто Руссо з Монікою Вітті і Жаном-Люком Бідо у головних ролях, випущена 17 листопада 1983 року.

## Сюжет
Лаура і Джованні подружня пара протягом 20 років. Одного разу уві сні Джованні став вимовляти ім'я Вероніка — що змушує Лауру підозрювати чоловіка в зраді. Однак, з часом, Лаура дізналася, що Вероніка — це всього-лише уявна особистість, викликана депресією у Джованні.

## У ролях
| Моніка Вітті     | ···· | Лаура        |
| Жан-Люк Бідо     | ···· | Джованні     |
| Алессандро Хабер | ···· | Амеріго      |
| Ерос Паньї       | ···· | невролог     |
| Джакомо Піперно  | ···· | колега Лаури |

## Знімальна група
| Режисер    | ···· | Роберто Руссо                                   |
| Сценарій   | ···· | Сільвія Наполітано, Роберто Руссо, Моніка Вітті |
| Продюсер   | ···· | Паоло Інфасчеллі                                |
| Оператор   | ···· | Луїджі Квейлер                                  |
| Композитор | ···· | Франческо Де Ґреґорі                            |
| Художник   | ···· | Джузеппе Мангано, Ніколетта Ерколе              |
| Монтаж     | ···· | Альберто Галлітті                               |

## Нагороди
- 1984 — Берлінський міжнародний кінофестиваль
  - Срібний ведмідь за видатний внесок у мистецтво — Моніка Вітті
  - Номінація: Золотий ведмідь — Роберто Руссо
- 1984 — Давид ді Донателло
  - Найкращий режисерський дебют — Роберто Руссо
  - Номінація: Найкраща головна жіноча роль — Моніка Вітті
  - Номінація: Найкраща музика — Франческо Де Ґреґорі